# Medio Baudo
Medio Baudo là một khu tự quản thuộc tỉnh Chocó, Colombia. Thủ phủ của khu tự quản Medio Baudo đóng tại Boca de Pepe Khu tự quản Medio Baudo có diện tích  ki lô mét vuông. Đến thời điểm ngày 28 tháng 5 năm 2005, khu tự quản Medio Baudo có dân số  người.